# Moarna, norra delen
Moarna, norra del är en bebyggelse i norra delen av orten Moarna i Tvååkers socken i Varbergs kommun, Hallands län. Moarna, norra delen avgränsades mellan 2015 och 2018 som en småort, för att 2018 klassas om en del av tätorten Moarna.